# Имперски декрет към войниците и моряците
Имперският декрет към войниците и моряците (на японски: 軍人勅諭, гунджин чокую) е официалният етичен кодекс за поведението на японските военни.
Често е посочван редом с Имперския декрет за образованието като основа за японската национална идеология преди началото на Втората световна война. Всички военнослужещи биват задължени да знаят кодекса, който се състои от 2700 йероглифа наизуст. Декретът е издаден от император Мейджи на 4 януари 1882 г., и се смята за най-важния документ, свързан с развитието на японската имперска армия и японския имперски флот.

## Описание
Имперският декрет е разработен основно от Иноуе Коваши и генерал Ямагата Аритомо (и двамата сред т.нар. „олигарси Мейджи“ – бележити общественици и военни фигури), заедно с някои редакции от проправителствения журналист Фукичи Геничиро
Декретът е даден лично на министъра на войната, генерал Ямагата Аритомо от император Мейджи на специална церемония в императорския дворец в Токио. Този безпрецедентен акт има за цел да представи близката връзка между императора и армията, която трябва да се възприема като лично негова. Това се случва скоро след бунта на Сацума и в декрета е посочена абсолютната лична вярност на всеки член на армията към императора. Също така е записано да се избягва участието в политически партии и като цяло политиката, както и да не се допуска влияние на пресата над армейските среди. Това отразява недоверието на Ямагата Аритомо към политиците и демокрацията като цяло. Също така се съветват военните да бъдат умерени в личните си навици (отразявайки самурайската традиция) и да се отнасят с уважение и доброта към цивилните (както е според европейските традиции на рицарството). Все пак в декрета не е записано, че армията е подчинена на гражданската власт.
Той се състои от пет точки, които засягат:
- Лоялността и силата на духа, които не бива да се влияят от политиката и обществените мнения във вестниците.
- Уважението спрямо висшестоящите и съобразяване с подчинените.
- Доблестта, която представлява съвестно изпълнение на дълга. Ясно разграничаване на доброто от злото, никога да не се гледа с надменност над по-слабия враг и никога да не се изпитва страх от по-силния.
- Верността и правдивостта. Верността означава да се държи на дадената дума, а правдивостта да се изпълнява военния дълг.
- Простотата, която трябва да се превърне в цел на живота на войника и моряка.[2]

Известен цитат от декрета е „... дългът е по-тежък от планина, докато смъртта е по-лека от перо.“